# Louis-Albert Carvin

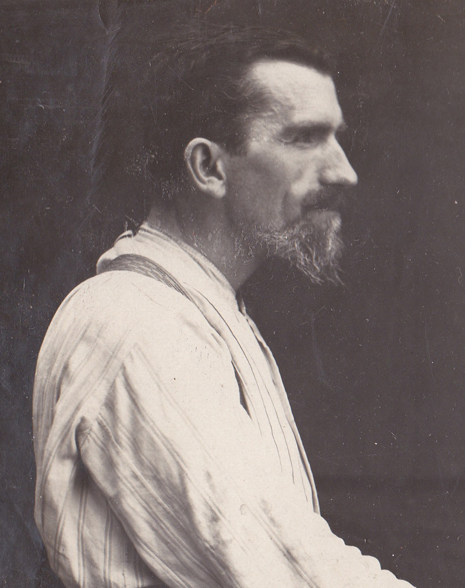
Louis-Albert Carvin

Louis-Albert Carvin (* 7. August 1875 in Paris; † 6. Januar 1951 ebenda) war ein französischer Bildhauer, der sich der Modellierung von Menschen- und Tierfiguren widmete. 

## Leben und Werk
Als Schüler von Emmanuel Frémiet war Carvin Mitglied der Gesellschaft französischer Künstler, die vom Ende des 19. Jahrhunderts bis 1933 auf eigenen Messen ausstellte. 1894 erhielt er dort eine lobende Erwähnung.
Carvin fertigte die Trophäe mit dem Titel „Die Muse der Luftfahrt“ (auf Französisch „Muse de l’aviation“) an, die in Bronze gegossen und am 1. Mai 1909 von Leon Bollee, dem Präsidenten des Aero Club de Sarthe, den Brüdern Wilbur und Orville Wright angeboten wurde, die immer noch im Haus der Familie Wright in Hawthorne Hill, Dayton, Ohio, aufbewahrt wird. Zum Zeitpunkt seines Empfangs bei der Royal Aeronautical Society in London fertigte Carvin aus jedem der Brüder Wright eine Büste.
Ein weiteres seiner Werke aus dem Jahr 1934, „Barzoï“, ist in Clamart am Place de la Maison Blanche zu sehen.
Er ist auch Schöpfer vieler Skulpturen von Hirschen, Hirschen, Löwen, Löwen, Panther, Vögeln, Katzen, Hunden (insbesondere Wolfshunden) und seltener auch Pferden. Eines dieser Pferdeskulpturen ist ein reinrassiges Paar, Hengst und Stute, manchmal auch Umarmung genannt, das als Gipsmodell in der Gießerei JB Deposée in Paris aufbewahrt wird.
Carvin war außerdem als Maler bekannt.

## Werke (Auswahl)
- Trophäe „die Muse der Luftfahrt“ („die Muse de l'aviation“ auf Französisch) an die Gebrüder Wright im Haus der Familie (Hawthorne Hill, Dayton, Ohio).
- Wilbur Wright Büste
- Orville Wright Büste
- „Barzoï“, Platz der Maison Blanche. Clamart (92)  Paris.
- Tierskulpturen: Hirsche, Hirsche, Löwen, Löwen, Panther ([1]), Vögel, Katzen ([2]), Hunde (insbesondere Wolfshunde, siehe [3]), seltener und sogar scheinen ausnahmsweise Pferde.
- Vollblutpferdepaar (Hengst und Stute, manchmal auch Umarmung genannt) Bronze
- Vollblutpferdepaar (Hengst und Stute, manchmal auch Umarmung genannt) Gipsmodell Nr. 644 von der JB-Gießerei in Paris.

Einige Gemälde von ihm auch bekannt.